# Tipula sylvicola
Tipula sylvicola är en tvåvingeart som beskrevs av Doane 1912. Tipula sylvicola ingår i släktet Tipula och familjen storharkrankar. Inga underarter finns listade i Catalogue of Life.